# 覆瓦哈鳞虫
覆瓦哈鳞虫（学名：Harmothoe imbricata）为多鳞虫科哈鳞虫属的动物。分布于北极海、英吉利海峡、大西洋、地中海、北太平洋，包括渤海、黄海、东海等海域，属于北极北温带种。其主要栖息于常与罗氏海盘车Asterias rollestoni共生以及栖居于步带沟内。